# Lutz Ackermann (sculpteur)
Lutz Ackermann (né le 27 avril 1941 à Sindelfingen) est un sculpteur allemand.

## Biographie
De 1955 à 1958, il suit une formation de ferblantier. En 1964, il devient graphiste et designer indépendant puis passe très vite uniquement à la sculpture.
En 1972, Ackermann achète une maison de garde-barrière à Gäufelden. Depuis 1973, il produit des œuvres en acier, en bois et en pierre et expose depuis 1979.
Il a reçu des commandes d'œuvres de Buddusò, Győr et participe à l'exposition collective rendant hommage à César Manrique, à Lanzarote.

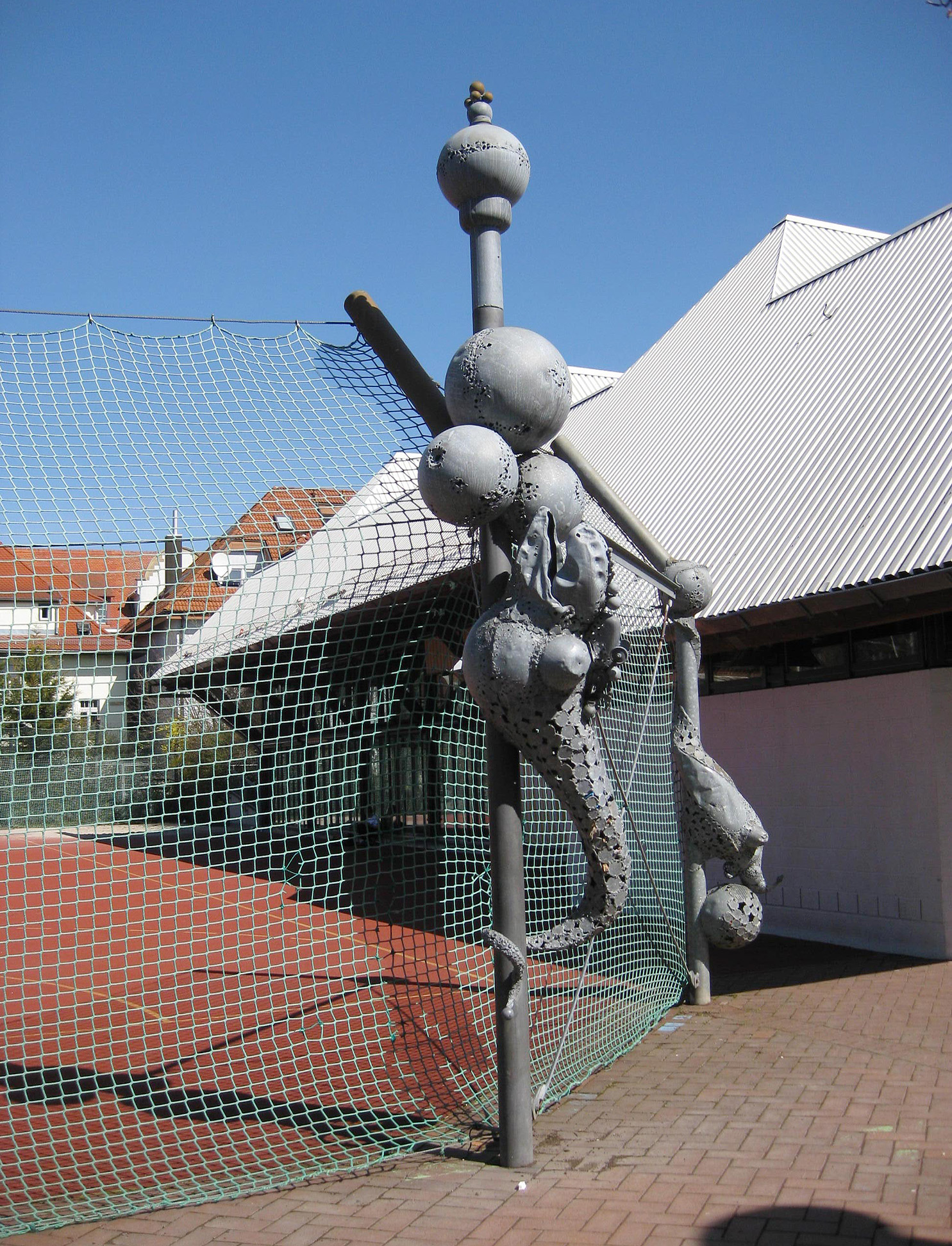
Nouvel objet en acier, 1984.
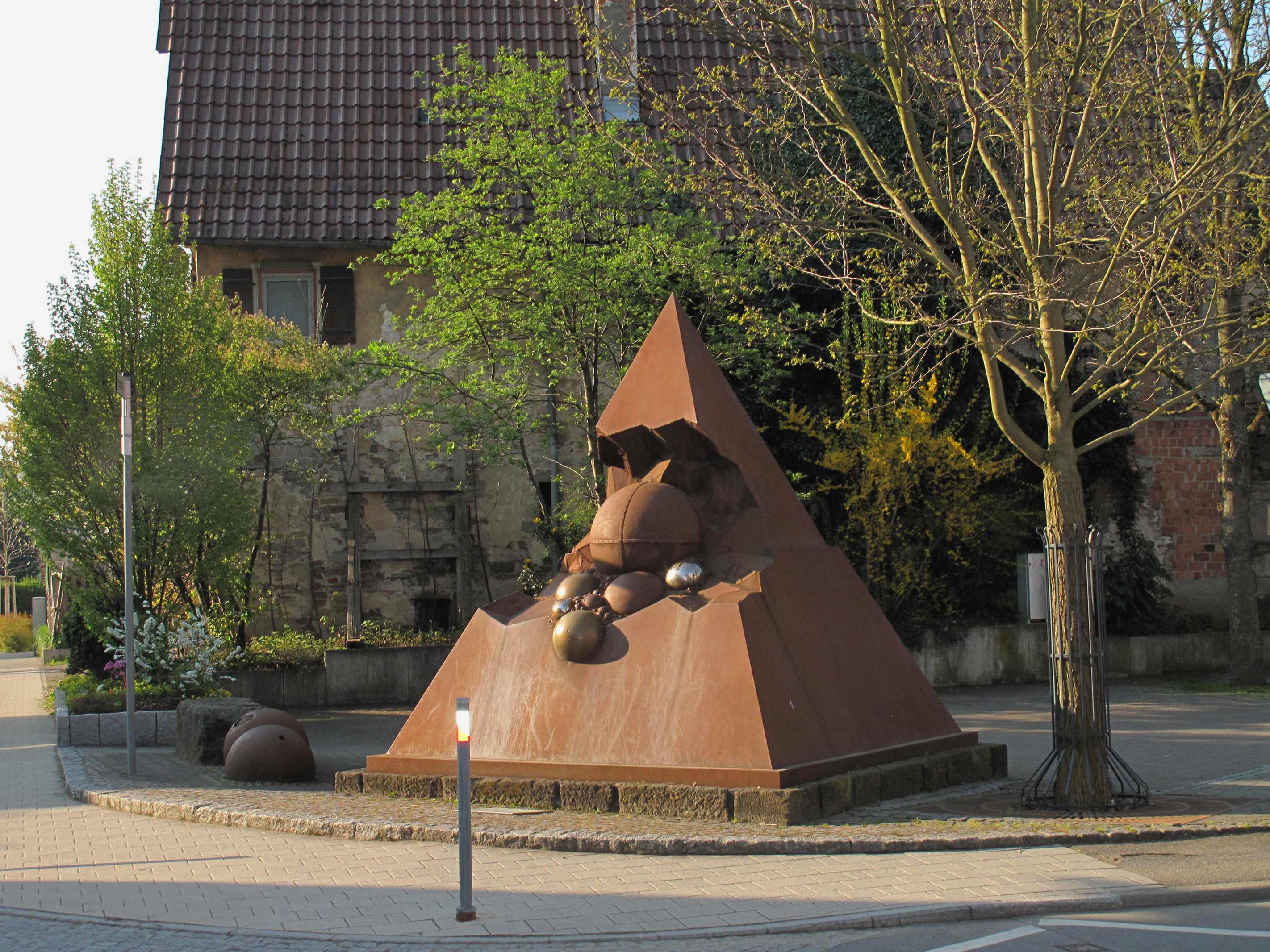
Pyramide, 1995.
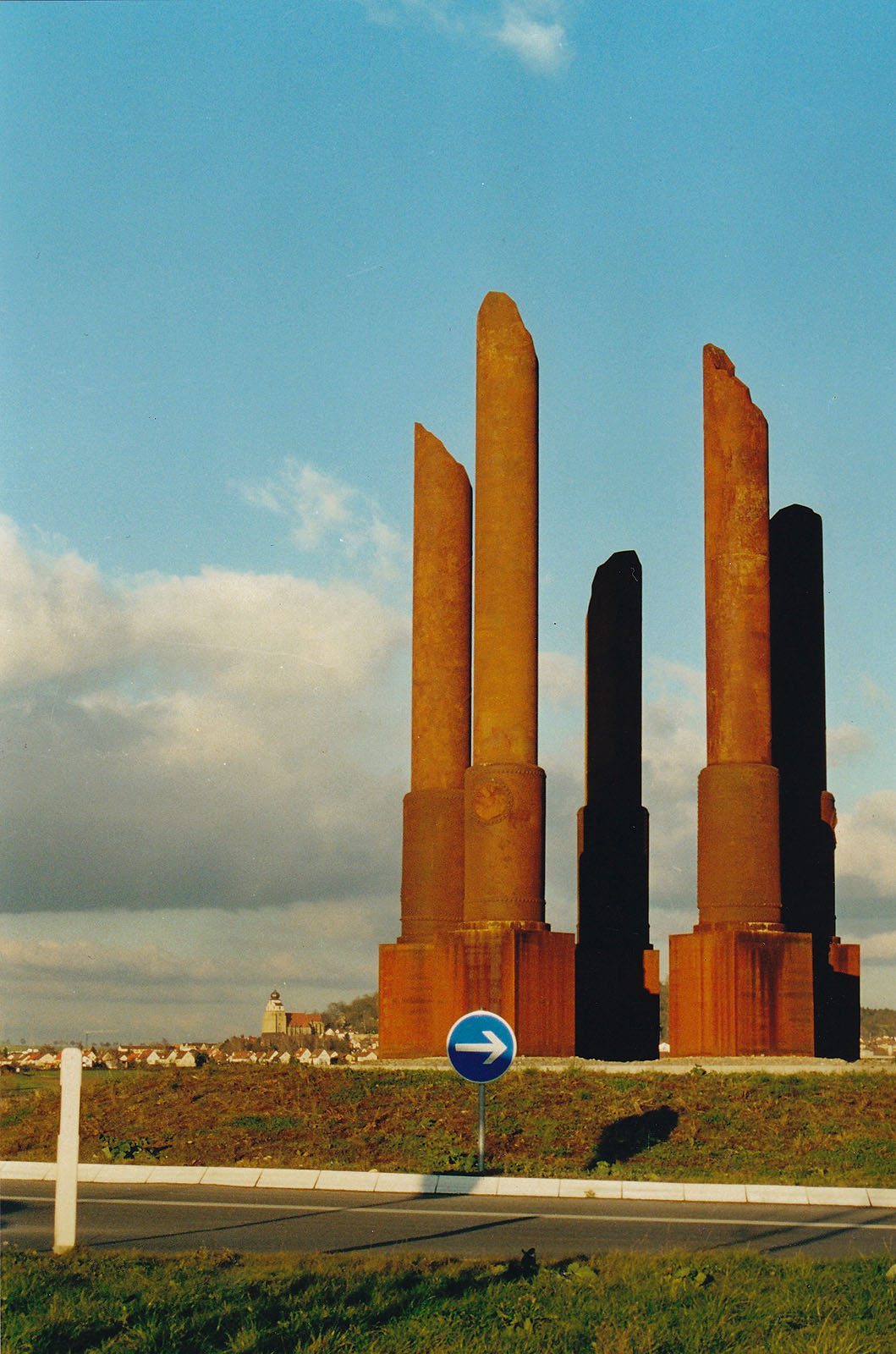
Repères de chemin, 2000.
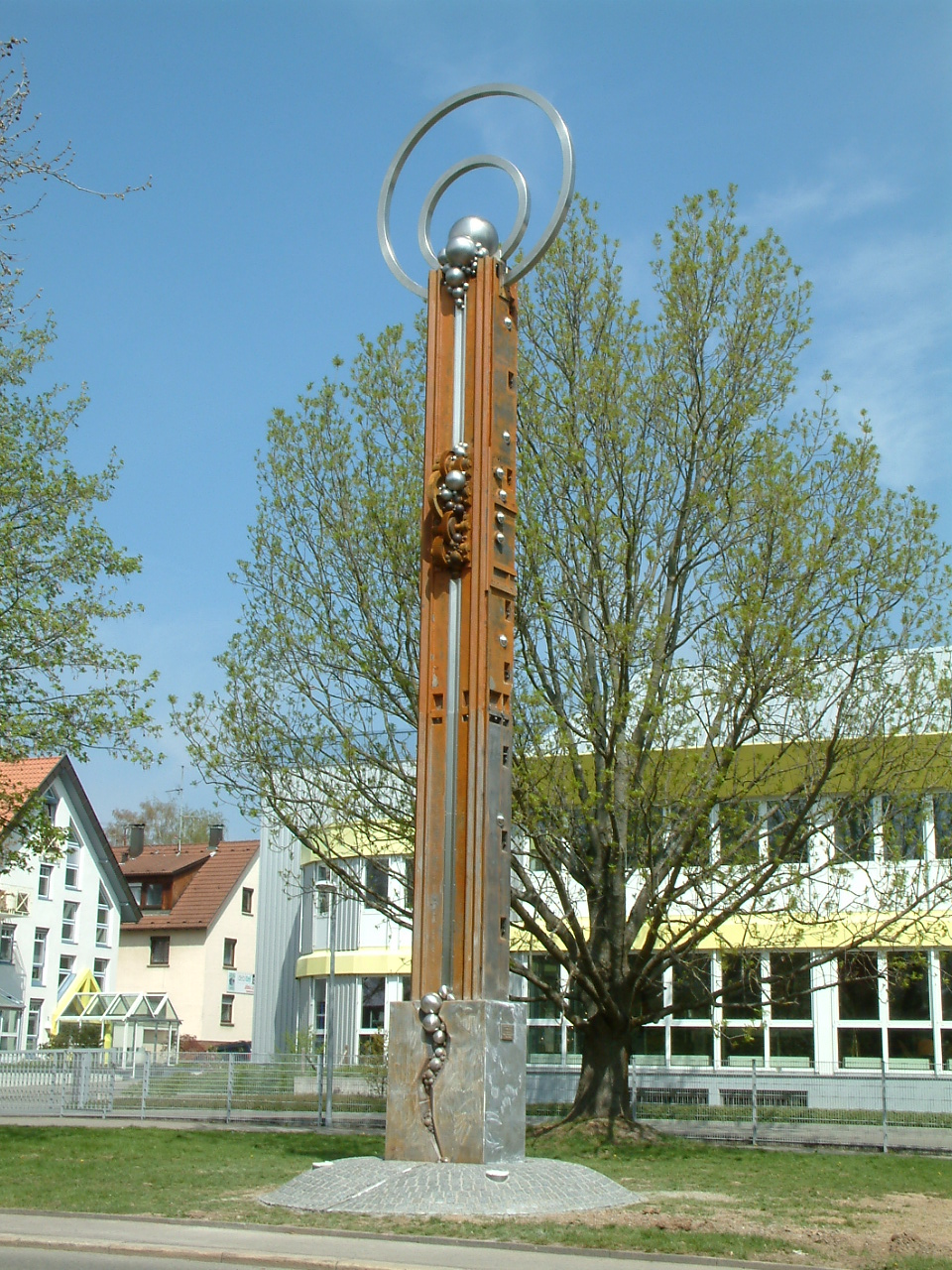
Objet en acier, 2004.
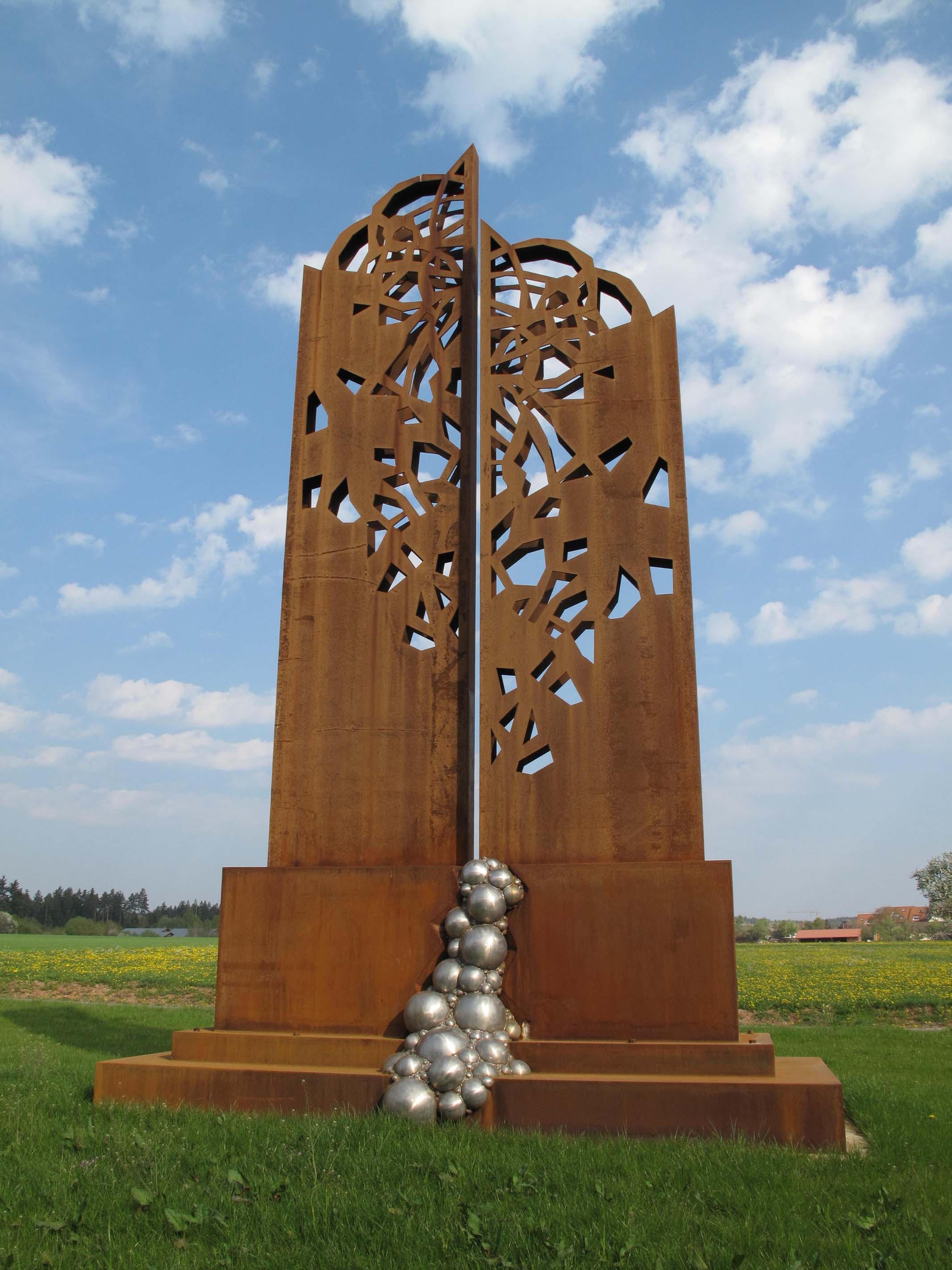
Objet en acier, 2010.